# 독일 기독교노동조합
독일 기독교노동조합(Christlicher Gewerkschaftsbund Deutschlands; CGB)은 독일의 노총이다. 조합원 수는 28만 명 정도이며, 국제조직으로  유럽 독립노동조합연합에 가맹 중이다.